# Sächsische Staatskanzlei

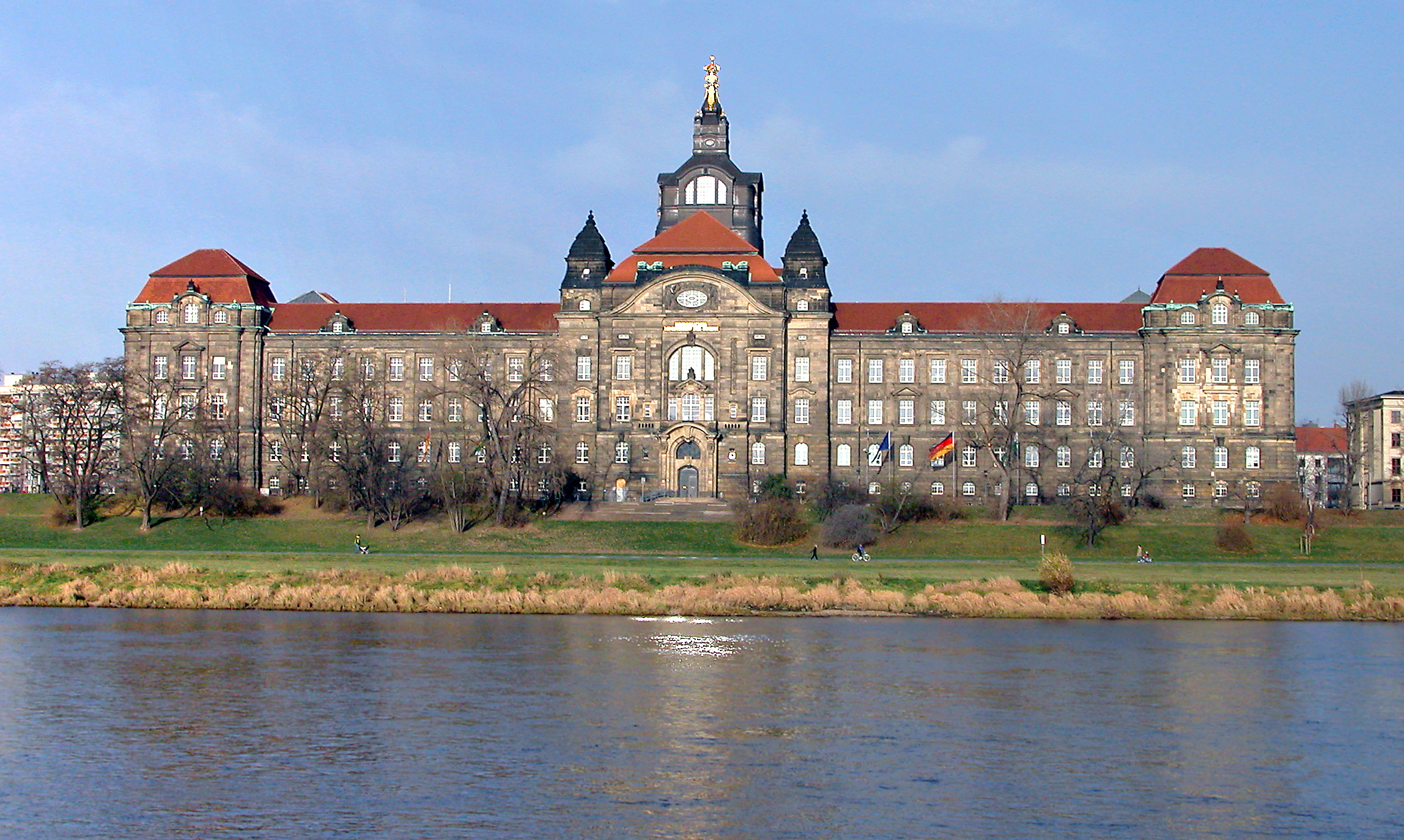
Ministerialgebäude Dresden, Sitz der Sächsischen Staatskanzlei

Die Sächsische Staatskanzlei (SK) ist eine oberste Landesbehörde des Freistaats Sachsen und der Sitz des sächsischen Ministerpräsidenten. Sie befindet sich in der sächsischen Landeshauptstadt Dresden, im neubarocken Ministerialgebäude, das in der Regierungszeit von König Albert 1900–1904 von Edmund Waldow errichtet wurde.

## Organisationsstruktur
Die Staatskanzlei existiert als Ministerium seit 1990 in der Landeshauptstadt Dresden. Von 1919 bis 1945 gab es ebenfalls eine Staatskanzlei. Die heutige Behörde gliedert sich in vier Abteilungen, die sich wiederum in zahlreiche Referate unterteilen.
- Abteilung 1: Zentralabteilung
- Abteilung 2: Ressortkoordinierung, Bundesangelegenheiten, Strategische Planung
- Abteilung 3: Internationale Beziehungen, Medien, Protokoll
- Abteilung 4: Digitalisierung der Verwaltung

## Aufgaben der Staatskanzlei
Die Staatskanzlei soll den Ministerpräsidenten bei der Bestimmung der Richtlinien der sächsischen Politik unterstützen und grundsätzliche Fragen der Bundes- und Landesverfassung im Rahmen der Richtlinienkompetenz des Ministerpräsidenten nach Art. 63 Abs. 1 der Verfassung des Freistaates Sachsen klären.
Sie prüft im Rahmen der Gegenzeichnung des Ministerpräsidenten beschlossene Gesetze auf ihre Verfassungsmäßigkeit. Die Staatskanzlei befasst sich mit grundsätzlichen Fragen des sächsischen Staatsgebietes und seiner Einteilung. Des Weiteren koordiniert sie die Beziehungen Sachsens zum Bund und zu den anderen deutschen Bundesländern sowie die internationalen Beziehungen und die grenzüberschreitenden Zusammenarbeit mit den Nachbarstaaten einschließlich der Unterstützung der Arbeit der Euroregionen und der EU-Förderprogramme Interreg III. Sie koordiniert ebenfalls die Arbeit der Sächsischen Staatsregierung in Bundes- und Europaangelegenheiten und vertritt den Freistaat Sachsen beim Bund und bei der EU. Sie steht im ständigen Verkehr mit dem Sächsischen Landtag.

## Staatsminister (Chef der Staatskanzlei)
Derzeitiger Chef der Staatskanzlei und Staatssekretär für Bundes- und Europaangelegenheiten ist seit dem 19. Dezember 2024 Andreas Handschuh (CDU).
Davor waren bereits folgende Personen Staatsminister:
- 1990–1992 Arnold Vaatz (CDU), Staatsminister
- 1992–1996 Günter Meyer (CDU), Staatssekretär
- 1996–1998 Hans-Werner Wagner (CDU), Staatssekretär
- 1998–1999 Günter Meyer (CDU), Staatsminister
- 1999–2001 Thomas de Maizière (CDU), Staatsminister
- 2001–2002 Georg Brüggen (CDU), Staatsminister
- 2002–2004 Stanislaw Tillich (CDU), Staatsminister
- 2004–2007 Hermann Winkler (CDU), Staatsminister
- 2007–2008 Michael Sagurna (CDU), Staatsminister
- 2008–2014 Johannes Beermann (CDU), Staatsminister
- 2014–2017 Fritz Jaeckel (CDU), Staatsminister
- 2017–2024 Oliver Schenk (CDU), Staatsminister
- 2024 Conrad Clemens (CDU), Staatsminister
- seit 2024 Andreas Handschuh (CDU), Staatssekretär

## Gebäude
Das Gebäude der Staatskanzlei wurde als gemeinsames Ministerialgebäude von 1900 bis 1904 im Stil des Neubarock am Neustädter Elbufer zwischen Carolabrücke und Albertbrücke für die königlichen Ministerien des Innern, der Justiz sowie des Kultus erbaut. Jedes Ministerium besaß einen eigenen Eingang und getrennte Amtsräume; nur durch eine Tür im Obergeschoss waren die verschiedenen Geschäftsbereiche miteinander verbunden. Offizieller Bauherr war König Albert von Sachsen. Die Entwürfe stammten von Edmund Waldow, dem Leiter des staatlichen Hochbauwesens, die Ausführung übernahm Heinrich Tscharmann.
Das Gebäude besitzt eine reiche künstlerische Ausstattung, die eine Mischung aus Neubarock und Jugendstil darstellt. Die östlichen und westlichen Aufgänge schmücken Skulpturen von wachenden Löwen und Reliefs der sächsischen Könige Albert und Georg. Die nördlichen und südlichen Galerien sind im oberen Bereich mit Malereien (u. a. Auge der Vorsehung als Symbol der Wahrheit, Pelikan als Symbol der Fürsorge), im unteren Bereich mit den Wappen der ehemaligen Kreishauptmannschaften Chemnitz, Dresden, Leipzig, Bautzen und Zwickau sowie dem Wappen des Königreichs Sachsen versehen. Die Mittelachse gegenüber des Haupteingangs zur Kuppelhalle betont ein Wandbrunnen. Prachtvollster Raum ist der als „Bienenkorb“ bekannte Große Sitzungssaal im ersten Obergeschoss, der mit Malereien in den sächsischen Landesfarben weiß und grün sowie Vertäfelungen aus dunklem Edelholz versehen ist. Der Name des Saals leitet sich vom Relief des Bienenkorbs als Symbol des Fleißes über dem Eingang ab sowie von der kegelartigen Form des Saals.
Während der Bombardierung Dresdens 1945 wurde das Gebäude teilweise zerstört. Nach dem Wiederaufbau in den 1950er Jahren war es bis 1990 Sitz des Rates des Bezirks Dresden. Bis 1999 wurde das Gebäude komplett saniert, dabei 1992 die Friedenstaube auf dem Dach gegen eine dem Original nachempfundene Krone ausgetauscht. Seit 1990 ist das Gebäude Sitz der Sächsischen Staatsregierung und der Sächsischen Staatskanzlei.

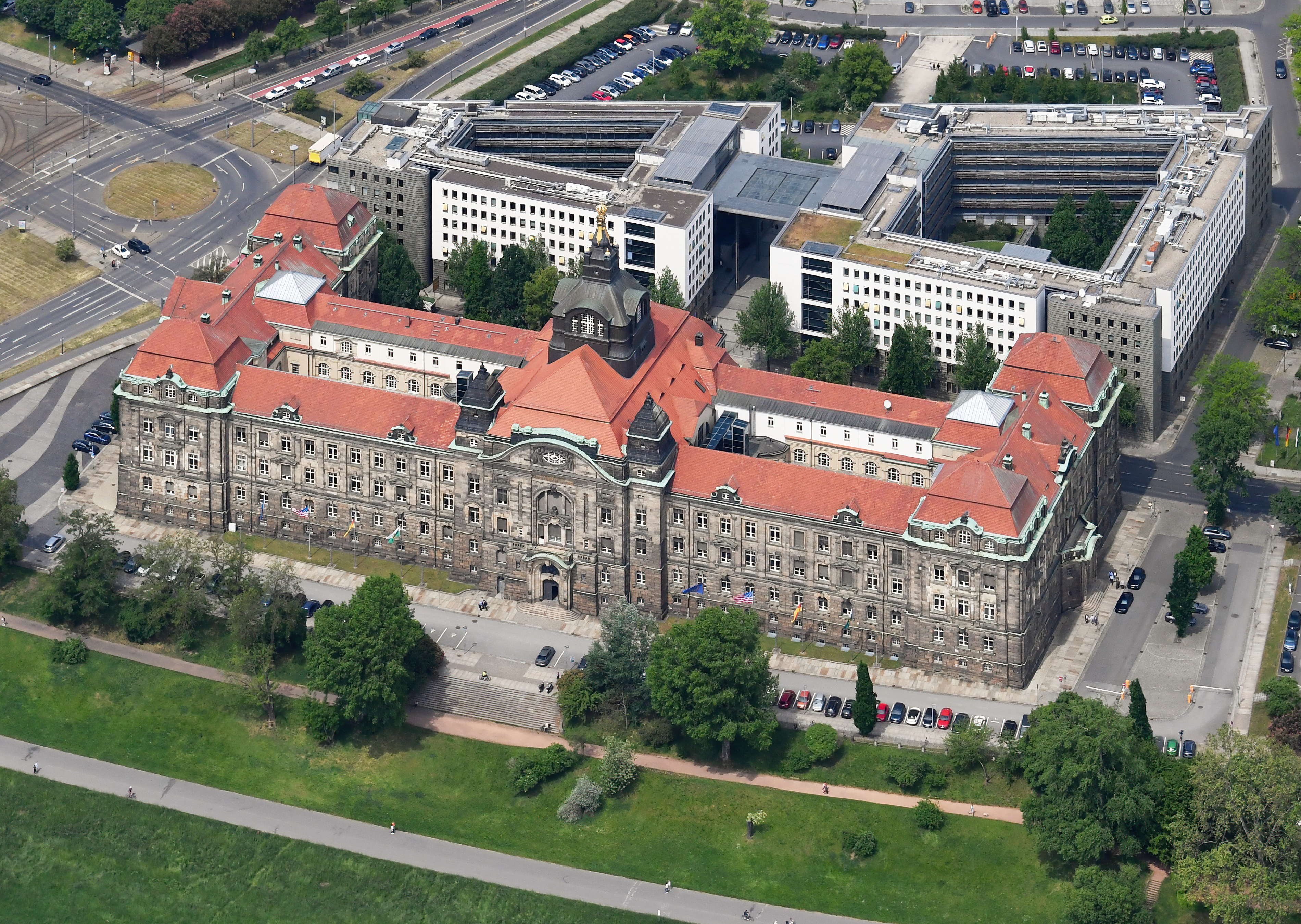
Luftaufnahme
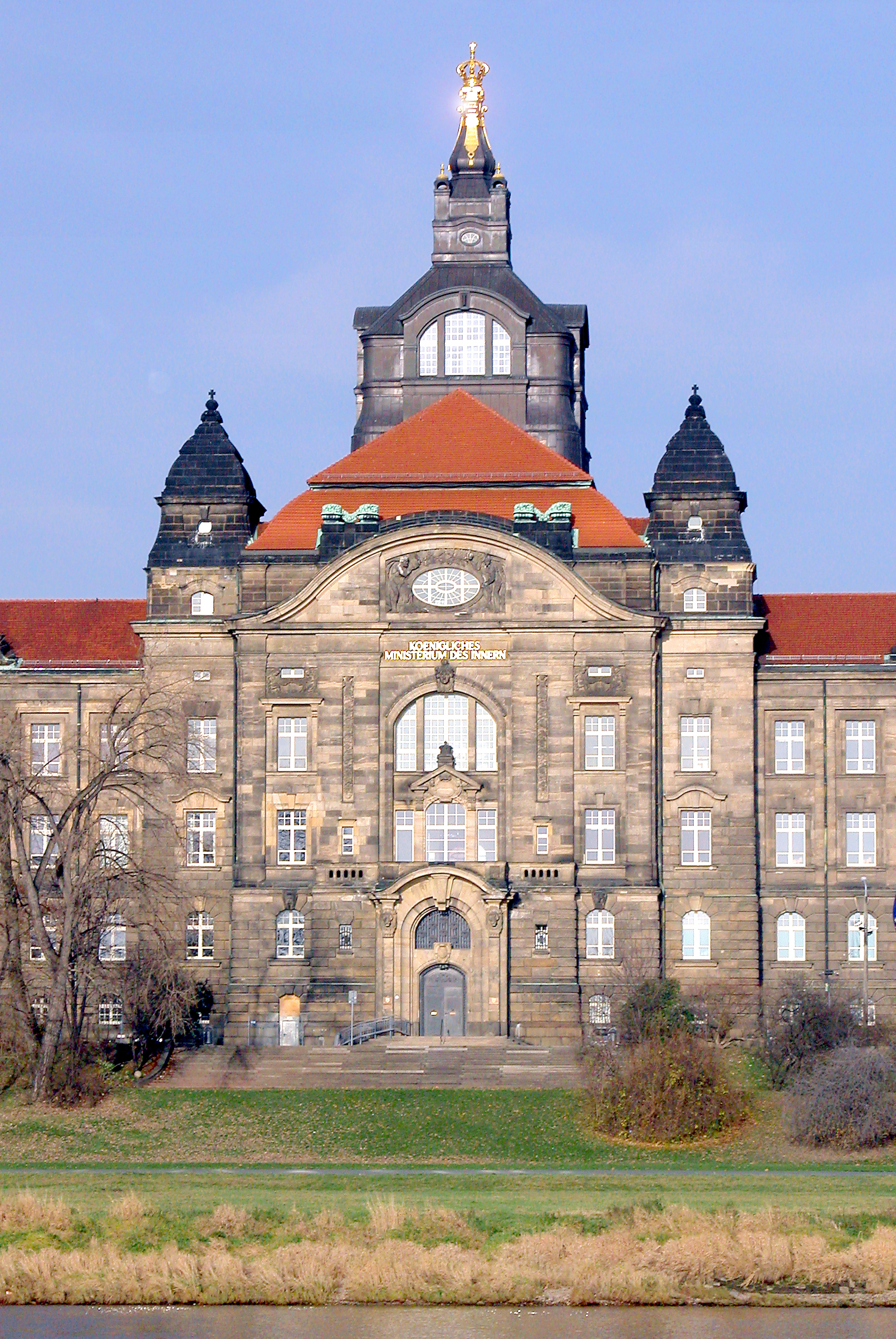
Haupteingang
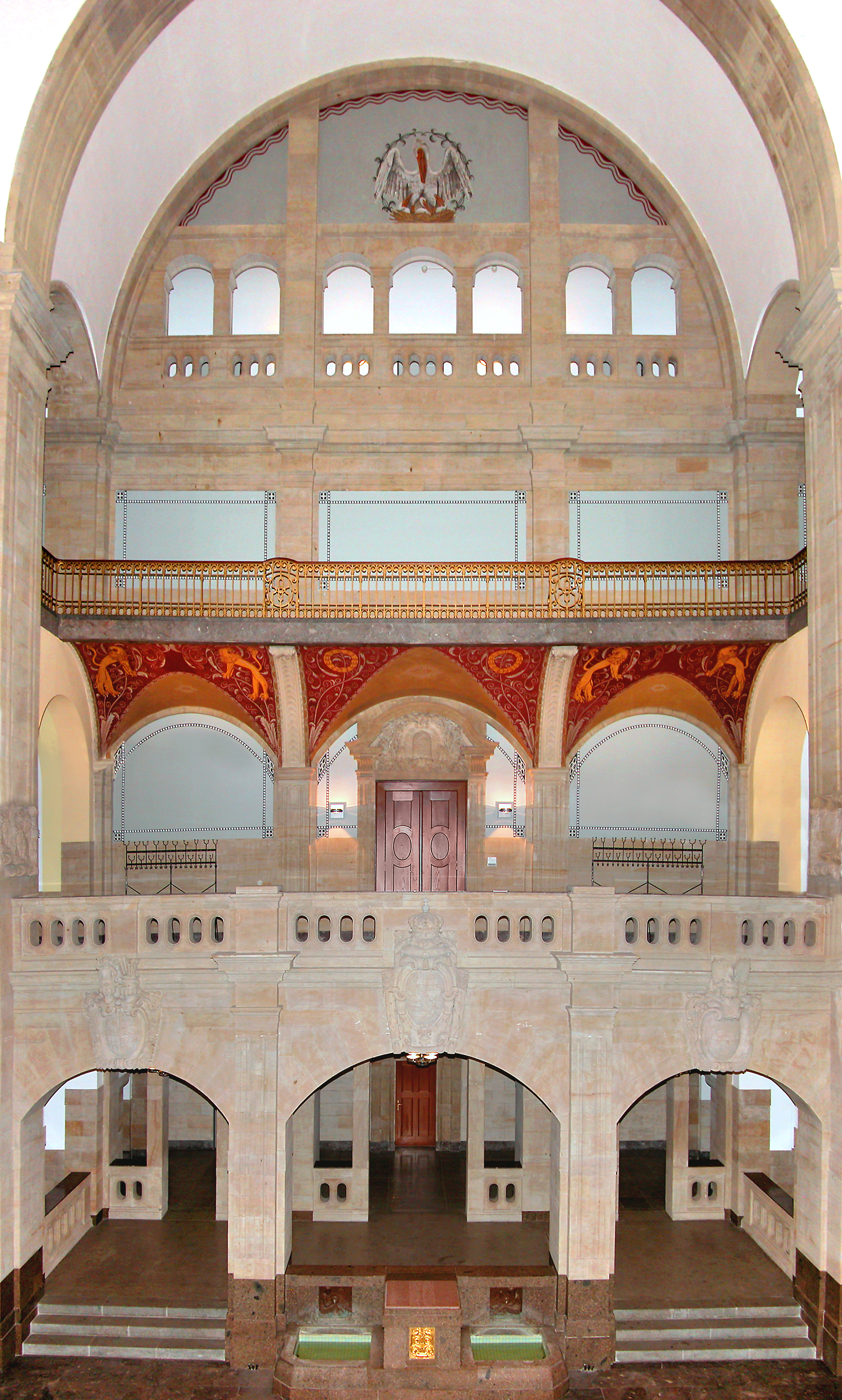
Kuppelhalle
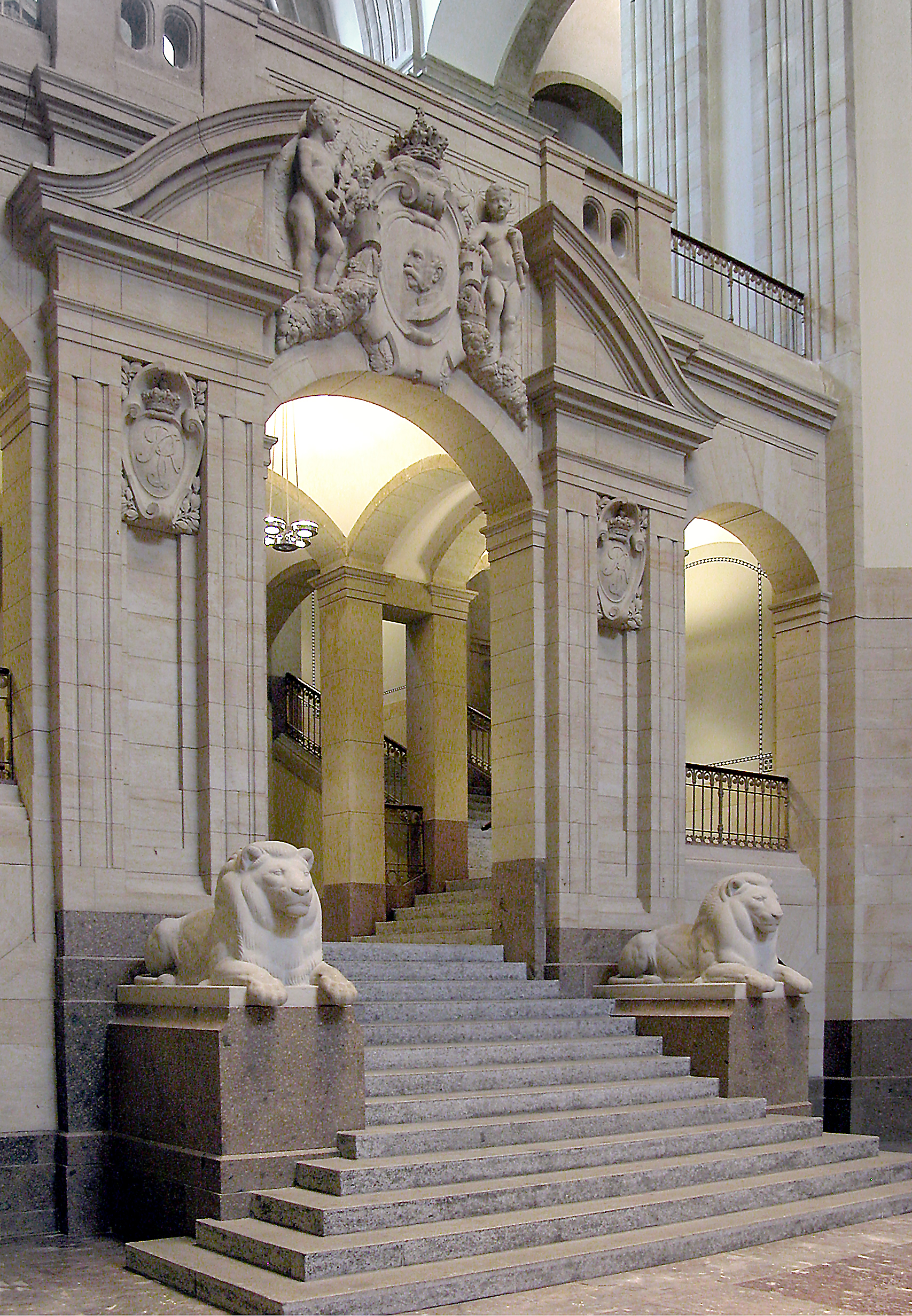
Treppenhalle
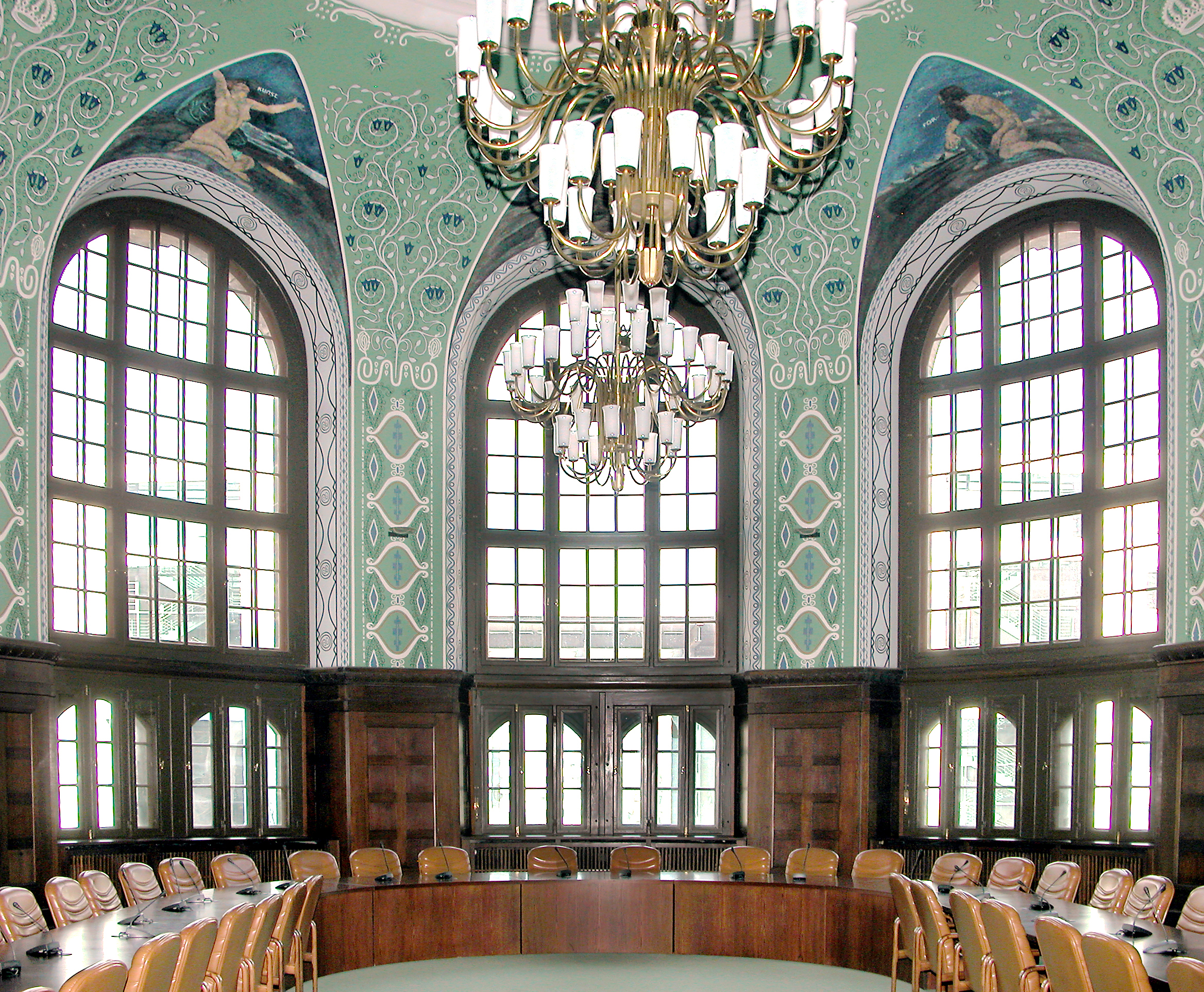
„Bienenkorb“